# Terézie Vansová
Terézia Vansová, född 1857, död 1942, var en slovakisk feminist.
Hon var vice ordförande för Slovakiens första kvinnoorganisation Živena. Tillsammans med Elena Maróthy-Šoltésová drev hon från 1898 Slovakiens första feministiska tidskrift, Dennica, som anses ha introducerat den verkliga feministiska emancipationsdebatten i Slovakien.